# (8604) Vanier
(8604) Vanier est un astéroïde de la ceinture principale.
Il a été nommé en hommage au militant chrétien Jean Vanier.

## Description
(8604) Vanier est un astéroïde de la ceinture principale. Il fut découvert le 12 août 1929 au mont Hamilton par Charles John Krieger. Il présente une orbite caractérisée par un demi-grand axe de 2,23 UA, une excentricité de 0,22 et une inclinaison de 4,4° par rapport à l'écliptique.

## Compléments